# 土观·罗桑旺秋雪智嘉措
土观·罗桑旺秋雪智嘉措（藏語：ཐུའུ་བཀྭན་བློ་བཟང་དབང་ཕྱུག་བཤད་སྒྲུབ་རྒྱ་མཚོ་，威利转写：thu'u bkwan blo bzang dbang phyug bshad sgrub rgya mtsho，1839年—1894年）藏族，夏玛尔（今甘肃省天祝县野狐川）人，第六世（不计追认）土观活佛。

## 生平
自幼随第三世嘉木样活佛嘉木样·罗桑图登晋美嘉措受戒出家。13岁时，来到塔尔寺，拜第二世却西活佛却西·阿旺雪智丹贝尼玛、香拉丝坚巴·丹巴嘉措等人为师，在塔尔寺显宗学院学习佛经。翌年，转到拉卜楞寺继续学经。15岁时，到北京任职，朝觐清朝咸丰帝，按惯例获赐印信。18岁请假，经塔尔寺来到佑宁寺，拜第四世松巴活佛松巴·坚贝楚臣丹增等人为师，学习五部大论及显宗与密宗经典。
清朝同治三年（1864年），他奉召再度赴北京，执掌喇嘛印务处事务。后来，他曾经先后于光绪三年（1877年）、光绪十六年（1890年）两次请假回青海，处理郭隆寺的事务。
光绪二十年（1894年），土观·罗桑旺秋雪智嘉措在北京圆寂。